# Malamir av Bulgarien
Malamir av Bulgarien, död 836, var en bulgarisk monark. Han var regerande khan av Bulgarien mellan 831 och 836.